# Site du Wasserwald
Le site du Wasserwald est un site archéologique gallo-romain situé à Haegen, dans le département français du Bas-Rhin.

## Localisation
Ce site est situé dans la forêt sur le territoire de la commune de Haegen.

## Historique
Il fait l'objet d'une inscription au titre des monuments historiques depuis 2015.

## Architecture
Sur ce site, témoignant de l’intensification agricole dans quatre terroirs du nord des Gaules, les murets parcellaires se rattachent, à peu près perpendiculairement, à un chemin de près de 800 m de longueur (Viechweg, chemin du bétail) qui traverse la partie sommitale du méplat.